# Javi Montero
Francisco Javier „Javi“ Montero Rubio (* 14. Januar 1999 in Sevilla) ist ein spanischer Fußballspieler. Er stammt aus der Jugend von Atlético Madrid und steht seit Mitte August 2024 bei Racing Santander unter Vertrag.

## Karriere

### Im Verein
Javi Montero kam 2014 in die Jugend von Atlético Madrid. Mit Beginn der Saison 2018/19 wurde er in den Kader der drittklassigen B-Mannschaft des Vereins befördert. Für diese kam er zu seinem ersten Pflichtspiel im Herrenbereich, als er am 23. September 2018 im Liga-Auswärtsspiel beim CDA Navalcarnero in die Startelf berufen wurde. Beim 4:2-Erfolg seiner Mannschaft wurde er in der 56. Spielminute ausgewechselt. Montero erfuhr in dieser Saison neben seiner Tätigkeit für die zweite Mannschaft auch Berücksichtigung für die erste; dies erstmals am 30. Oktober im Hinspiel der Zwischenrunde der Copa del Rey bei UE Sant Andreu in der Startaufstellung. Bis zum Ende des Jahres kam er für die erste Mannschaft zu sechs weiteren Einsätzen, darunter auch in der Champions League.
Zur Saison 2020/21 wurde er an den türkischen Erstligisten Beşiktaş Istanbul verliehen und anschließend fest verpflichtet. In seiner ersten Saison kam er auf 13 Ligaeinsätze (9-mal Startelf). Er gewann mit seiner Mannschaft das Double aus Meisterschaft und Pokal. In der Saison 2021/22 folgten 17 Süper-Lig-Einsätze (15-mal Startelf), in denen er ein Tor erzielte. Zudem spielte Montero 4-mal in der Champions League; dort stand er stets in der Startelf, erzielte ein Tor, schied mit Beşiktaş aber nach der Gruppenphase aus. In der Saison 2022/23 kam er an den ersten 18 Spieltagen nur zu 3 Einsätzen (einmal Startelf).
Wegen geringer Einsatzzeit wechselte Montero Mitte Januar 2023 bis Ende der Saison 2022/23 auf Leihbasis zum Hamburger SV; anschließend bestand eine Kaufoption für 2,5 Millionen Euro. Der Zweitligist reagierte so auf die Sperre seines Stamm-Innenverteidigers Mario Vušković nach einem positiven Dopingtest. Der Cheftrainer Tim Walter zog ihm allerdings Jonas David vor. Nach 2 Spielen als ungenutzter Einwechselspieler musste Montero am 20. Spieltag den verletzten David vertreten. Der HSV lag zur Halbzeit mit 0:3 gegen den 1. FC Heidenheim zurück, woraufhin er nach einer schwachen Leistung in der Halbzeit ausgewechselt wurde; ohne ihn spielte die Mannschaft noch 3:3. Zu seinem nächsten Einsatz kam Montero daher erst am 24. Spieltag, als er bei einem 0:3-Rückstand gegen den Karlsruher SC noch in der ersten Halbzeit für David eingewechselt wurde. Der HSV kam im weiteren Spielverlauf auf ein 2:3 heran. Montero sah kurz vor dem Spielende die Gelb-Rote Karte, woraufhin die Mannschaft noch das 2:4 kassierte. Nachdem der Spanier das folgende Spiel gesperrt gewesen war, erhielt er am 26. Spieltag den Vorzug vor David, flog jedoch kurz vor dem Spielende erneut durch mit Gelb-Rot vom Platz. Daraufhin folgte nur noch ein Kurzeinsatz am 32. Spieltag. Der HSV beendete die Saison auf dem 3. Platz und musste die Relegationsspiele gegen den VfB Stuttgart bestreiten. Nach einer 0:3-Niederlage im Hinspiel kam Montero im Rückspiel für den erkrankten David in die Mannschaft. Der HSV verlor auch das Rückspiel und scheiterte somit auch am fünften Aufstiegsversuch. Anschließend verließ Montero den Verein mit dem Leihende.
Anschließend kehrte Montero zur Sommervorbereitung zu Beşiktaş Istanbul zurück. Ende August 2023 wechselte er bis zum Ende der Saison 2023/24 auf Leihbasis zum portugiesischen Erstligisten FC Arouca. Dort absolvierte er als Stammspieler 29 von 31 möglichen Ligaspielen stets in der Startelf, wobei er ein Tor erzielte.
Kurz vor dem Beginn der Saison 2024/25 löste Montero seinen Vertrag mit Beşiktaş Istanbul auf, um ablösefrei zum spanischen Zweitligisten Racing Santander wechseln zu können, bei dem er einen Vertrag bis zum 30. Juni 2026 unterschrieb.

### In der Nationalmannschaft
Montero absolvierte im Oktober 2019 unter Luis de la Fuente ein Testspiel in der spanischen U21-Nationalmannschaft.

## Titel
- Türkischer Meister: 2021
- Türkischer Pokalsieger: 2021
- Türkischer Supercupsieger: 2021

## Trivia
Montero erlitt im März 2017 einen Schlag ins Gesicht und zog sich eine Netzhautablösung zu. Seitdem lief er zeitweise mit einer Brille auf.